# Notoplites evocatus
Notoplites evocatus is een mosdiertjessoort uit de familie van de Candidae. De wetenschappelijke naam van de soort is, als Bicellaria evocata, voor het eerst geldig gepubliceerd in 1882 door Jullien.